# Hudson Taylor

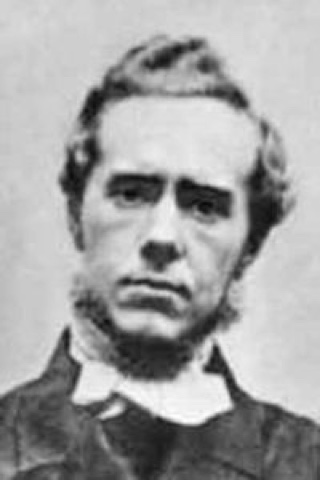
Hudson Taylor 1865

James Hudson Taylor (* 21. Mai 1832 in Barnsley, Yorkshire, England; † 3. Juni 1905 in Changsha, Kaiserreich China) war einer der ersten  christlichen Missionare, die ins Innere Chinas vorstießen. Er wurde auch Pionier im verbotenen Land genannt und gründete 1865 die China-Inland-Mission. Sein geistlicher Hintergrund war der erweckte Methodismus, später gehörte er den Baptisten an.

## Leben

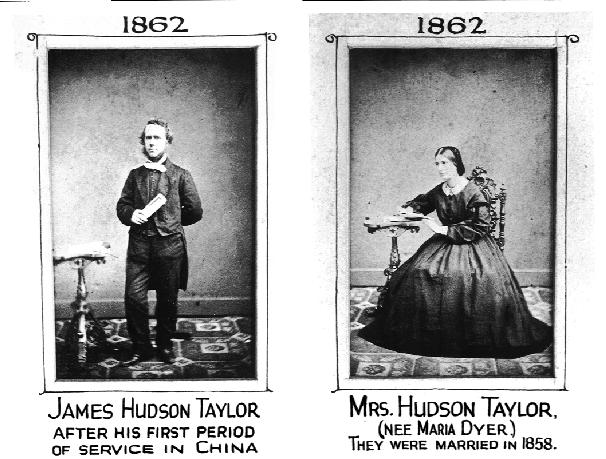
James Hudson Taylor und Maria geb. Dyer

Hudson Taylor war ein Sohn des Apothekers und Methodistenpredigers James Taylor und seiner Frau Amalie Taylor. Er wuchs behütet und zugleich streng erzogen auf. Seine gesundheitliche Konstitution war eher schwächlich, dagegen war er sehr ausdauernd und geistig aufnahmefähig und rege. Mit 17 Jahren begann er in einer Bank in Barnsley zu arbeiten, etwa ein Jahr später wurde er für seinen Vater tätig.
Im Juni 1849 erlebte Hudson Taylor eine Bekehrung zum Glauben an Jesus Christus, als er in der Bibliothek seines Vaters das Traktat Es ist vollbracht las. Bibelstudium und Gebet begannen für ihn nun eine wesentliche Rolle zu spielen. Durch seine Eltern beeinflusst interessierte er sich schon von Jugend an für China. Er gewann am 2. Dezember 1849 die feste Überzeugung, dass er durch Jesus Christus berufen sei, als Missionar nach China zu gehen. Seine Briefe, die noch erhalten sind, zeugen von einem großen Gottvertrauen und dem Wunsch, dem Ruf Gottes zu folgen, egal was es ihn koste. Daher pflegte er bereits in England einen einfachen, sparsamen und spartanischen Lebensstil.
Nach einer dreijährigen Lehre in der Apotheke seines Vaters begann Hudson Taylor im Mai 1850 ein Medizinstudium in Hull, um sich auf die Missionsarbeit vorzubereiten. In dieser Zeit überstand er eine gefährliche Blutvergiftung, die er sich bei einer Leichen-Sektion zugezogen hatte. Ab 1851 arbeitete er bei einem Arzt in Hull, um praktische Erfahrungen zu gewinnen. In Hull nahm er an den Gottesdiensten der Brüdergemeinde teil, durch sie lernte er Georg Müller, den „Waisenvater von Bristol“, kennen, der ihn taufte. Taylor erfuhr, dass Karl Gützlaff, ein deutscher Missionar, seit 1832 in China neue Wege ging und z. B. in chinesischer Kleidung arbeitete, genauso wie der Missionar Robert Morrison. Anhand des chinesischen Lukasevangeliums begann er Mandarin zu lernen.
Im November 1851 zog Taylor in den Londoner Vorort Darinside, wo er unter den Armen lebte und ihnen das Evangelium brachte. Ab Herbst 1852 finanzierte die englische Chinesische Evangeliums-Gesellschaft (CEG, englisch: China Evangelisation Society CES) seine Ausbildung zum Missionsarzt in einem Spital in East End.

### Erste Reise nach China 1853–1860
Noch vor Abschluss der Ausbildung zum Arzt reiste er im September 1853 mit der CEG von Liverpool nach Schanghai in China aus, weil dringend Mitarbeiter gebraucht wurden. Es gab eine lebensgefährliche Fahrt mit dem Zweimaster Dumfries.
In China machte Taylor weitere Sprachstudien in Mandarin und Evangelisations- und Predigtreisen mit erfahrenen Missionaren wie Joseph Edkins und John Burden. So segelten sie auf dem Huangpu-Fluss und verteilten dort chinesische Traktate und Bibeln. Vor allem die Anhänger des Taiping-Aufstands (1850–1864) gegen die Regierung waren dem christlichen Glauben gegenüber offen und wohlwollend eingestellt. Taylor war jedoch enttäuscht von den Zuständen in der CEG und von der verzettelten Arbeitsweise der Missionare, denn er wollte vor allem einheimische Mitarbeitende in Evangelisation ausbilden. So trennte er sich 1857 von der Chinesischen Evangelisationsgesellschaft, auch weil sie ihn nicht mehr entlohnen konnte. Angeregt durch Dr. Parker und den schottischen Missionar William Chalmers Burns begann er ab 1858 im Inland zu arbeiten. Zwischenzeitlich war er zu der Überzeugung gelangt, dass es richtig sei, in chinesischer Kleidung zu arbeiten. Er ließ sich die Haare scheren bzw. färben und trug einen chinesischen Zopf. Mit seiner Frau Maria begann er nun eine eigenständige Missionstätigkeit in China. Er übernahm 1859 die Krankenstation von Dr. Parker, leitete eine kleine Kirche in Ningbo mit 21 Mitgliedern und erlebte in den ersten Jahren viele äußere und innere persönliche Kämpfe.
1860 erfolgte aus gesundheitlichen Gründen der erste Heimaturlaub von Hudson Taylor und seiner Frau im englischen Bayswater, wo er an der Übersetzung der Bibel in die chinesische Sprache weiterarbeitete.
Finanziell und glaubensmäßig wurde er namentlich vom Waisenhausvater Georg Müller unterstützt. Im Rahmen der Heiligungsbewegung unterstützten auch pietistische Gläubige in der Schweiz, z. B. die Evangelische Gesellschaft, verstärkt diese neu entstandene Mission. Durch die Zeitschrift Brosamen von des Herrn Tisch von Franz Eugen Schlachter ist belegt, dass die Unterstützung für Taylors Missionsgesellschaft auch mit neueren theologischen Einflüssen in der Basler Mission zu tun hatte, die von Teilen der Evangelischen Gesellschaft nicht gutgeheißen wurden.

### Eigene Mission 1865
Hudson Taylors Lebensmotto war have faith in God (deutsch: rechnet mit Gottes Treue). Am 25. Juni 1865 gründete er im englischen Brighton die China-Inland-Mission (CIM), die bis heute unter dem Namen OMF International fortbesteht. Am 26. Mai 1866 reiste er von London mit 15 CIM-Missionaren, darunter der Schotte George Stott und sieben ledige Frauen, nach China. Sie kamen am 30. September in ihrer bisherigen Basis in Ningbo an. Das Ziel war, je zwei Missionare in jede Provinz des Inlandes zu schicken, um das Evangelium zu den unerreichten Chinesen zu bringen. 1868 zogen sie nach Yangchow um, wo ihre Missionsstation am 22. August angegriffen und dabei seine Frau schwer verletzt wurde. Weitere Konflikte, Krankheiten und auch Todesfälle blieben auch später nicht aus. Am 21. Juni 1870 geschah ein Massaker an Ausländern in Tientsin, was für eine erneute Anspannung sorgte. Trotzdem konnte er in wenigen Jahren 30 Mitarbeitende gewinnen und 80 Missionsstationen errichten. Durch einen anderen Missionar lernte er das „ausgetauschte Leben“ kennen, so dass Gott mehr in ihm wirkte, als dass er sich für ihn verausgaben musste.
Nach dem Tod zweier seiner Kinder und seiner ersten Frau Marie erlitt er einen Nervenzusammenbruch und kehrte im Sommer 1871 zur Erholung nach England zurück. Am 6. August 1872 wurde der Londoner Rat der CIM gegründet, und am 9. Oktober 1872 kehrte er mit seiner zweiten Frau und ohne Kinder erneut nach China zurück. Im Juni 1874 gründete er im Inland in Wuchang (heute: Wuhan) eine Missionsstation, um die neun noch nicht erreichten Provinzen Chinas zu erreichen. In den nächsten Jahren wurde auch in diesen Provinzen gepredigt, so dass das Evangelium in alle chinesischen Provinzen verbreitet worden war. Zum Missfallen einiger älterer Missionare sandte er auch unverheiratete Frauen wie Emily King, Frau Nicoll und Frau Clark dorthin, die als Pioniere selbständig und eigenverantwortlich wirken konnten. 1884 waren 76 Missionare in den Provinzen tätig, 1887 bereits 102 Personen. 1886 fand eine erste chinesische Konferenz in Anking statt, bei der auch Anweisungen für Evangelisten, Missionare und Interessenten ausgearbeitet wurden. 1895 hatte die CIM 621 Mitarbeitende in 122 Missionsstationen. Am Ende von Taylors Leben 1905 waren 849 Missionare in China im Einsatz, die weitere 700 chinesische Mitarbeiter ausgebildet und eine chinesische Kirche mit 125.000 Mitgliedern ins Leben gerufen hatten. Immer wieder machte Taylor trotz Krankheiten und eingeschränkter Gesundheit Reisen nach Europa und 1887–1888 nach Amerika zu Henry Frost und an die Northfield-Konferenz des Evangelisten Dwight Lyman Moody, um Beziehungen zu knüpfen, neue Mitarbeitende zu rekrutieren und Geld für die Missionsarbeit zu erhalten.
Die erste deutsche Allianz der CIM entstand in Barmen, 1895 schloss sich der schweizerische China-Zweig von St. Chrischona ebenfalls der CIM an. Als er 1899 Pfarrer Heinrich Coerper traf, bat er ihn, einen deutschen Zweig der China-Inland-Mission zu gründen, was noch im selben Jahr in Hamburg geschah. Nach drei Jahren zog die Mission nach Bad Liebenzell, woraus die Liebenzeller Mission entstand.
Im Jahr 1900 begann der Boxeraufstand in China, der sich primär gegen das kaiserliche Regime richtete, der aber auch das Leben von 58 Missionaren und 21 Kindern seiner Missionsgesellschaft und von 20000 chinesischen Christen forderte. Trotzdem wuchs die CIM in dieser Zeit auf 933 Mitarbeiter an. 1902 übergab er die Leitung der China-Inland-Mission an Dr. E. Hoste. 1904 starb seine zweite Frau Jenny in der Schweiz. Am 3. Juni 1905 starb James Hudson Taylor während einer Reise in der chinesischen Provinz Hunan in Changsha und wurde in Zhenjiang begraben.

## Familie
Als Missionar in China lernte Hudson Taylor 1856 seine zukünftige Frau Maria Dyer (1837–1870), eine Waise und Tochter von Missionaren, kennen. Trotz Widerstand der Pflegeeltern heiratete er sie am 20. Januar 1858, denn sie war die Liebe seines Lebens. Sie hatten zusammen acht Kinder: 1859 Grace, 1861 Herbert, 1862 Bertie, 1863 Freddie, 1864 Samuel, 1867 Marie, 1868 Charles und 1870 Noel. Am 22. März 1870 gingen Bertie, Freddie und Marie zusammen mit der Missionarin Emily Blatchley als Pflegemutter nach England. Bereits im Februar 1870 starb sein Sohn Samuel, im Juli der erst 13-tägige Sohn Noel und am 23. Juli seine Frau Maria an Tuberkulose (offiziell an Cholera). Taylor erlitt dadurch einen gesundheitlichen Zusammenbruch, und so erfolgte 1871 ein weiterer Englandaufenthalt zur Erholung, wo er in London eine Mitarbeiterin der China-Inland-Mission namens Jenny Faulding heiratete, die 1872 mit ihm nach China reiste. Die Pflegemutter Blatchley starb am 26. Juli 1874, so dass das Ehepaar Taylor sofort nach England zurückkehrte. Jenny Taylor blieb bis 1878 dort, um sich um eigenen zwei Kinder und die vier aus erster Ehe zu kümmern.

## Überzeugungen
Taylor hatte enge Beziehungen zu der Brüderbewegung, aber er war ein Mitglied der Baptistengemeinde von Westbourne Grove in London, deren Pastor William Garrett Lewis war.

## Würdigungen
- Gedenktag: 3. Juni im Evangelischen Namenkalender.[17]
- Gedächtniskirche: 1986 wurde der Grabstein in einem Museum wiederentdeckt und die Gebeine in die Gedächtniskirche neben die 2018 errichteten „J. Hudson Taylor Memorial Hall“ umgebettet.[18][19]

## Veröffentlichungen (Auswahl)
- China’s Spiritual Needs and Claims, 1865.
  - Chinas geistliche Not und Anspruch.
- The Song of Solomon, 1893, Union and Communion Or, Thoughts on the Song of Solomon, Cosimo Inc, 2007, ISBN 978-1-6020-6422-5 englisches Original (PDF; 216 kB) oder Project Gutenberg.
  - Das Hohelied, übersetzt von Carl Polnick, Buchhandlung der Deutschen China-Allianz-Mission, 1908; Verlagsbuchhandlung Bethel, Hamburg 1985, Joel-Media Neuauflage 2011, ISBN 978-3-942629-61-4.
- Licht auf dem Weg, Band 1: Das ausgetauschte Leben, VLM, Bad Liebenzell 1924, 14. Auflage 1986, ISBN 978-3-88002-074-0 (PDF; 489 kB).
- Die dem Priester eigene Kraft, Verlag Rückbrodt, Leipzig 1925.
- Licht auf dem Weg, Band 2: Bleibe in Jesus!, VLM, Bad Liebenzell 1930, 11. Auflage 1984, ISBN 978-3-88002-570-7.
- Marie Burmester (Hrsg.): Gott versagt nie! (Aussprüche und Zitate von J. Hudson Taylor, gesammelt von M. Wolterstorff u. a.), VLM, Bad Liebenzell 1932, 31. Auflage 1994. Linea Verlag, Bad Wildbad 2011, ISBN 978-3-939075-38-7.
- Die Versammlung in der Wüste und andere Betrachtungen, Verlag Rückbrodt, Leipzig 1935.
- Der heilige Geist: Wortbetrachtingen und Vorträge, Verlag Rückbrodt, Leipzig 1935.
- Das verwandelte Leben, China Inland Mission, Thun 1964 (zuvor: Das ausgetauschte Leben), Brunnen-Verlag, 1984, ISBN 978-3-7655-5045-4.
- Fülle aus der Gnade: Gedanken für jeden Tag, VLM, Bad Liebenzell 1985, ISBN 3-88002-255-0.
- A retrospect, 1894, Ulan Press 2012 und 2019, ISBN 978-1-6718-4174-1, Project Gutenberg.
  - Rückblick, übersetzt und herausgegeben von Simone Jaumann-Wang, Verlag für Kultur und Wissenschaft, Bonn 1999, ISBN 3-932829-10-7.

## Medien
- Ulrike Schild nach Phyllis Thompson: Hudson Taylor: Der Abenteurer Gottes (Hörspiel-MC), ERF-Verlag, Wetzlar 1988, ISBN 978-3-89562-062-1.
- Kerstin Engelhardt: Hudson Taylor – Mission im verbotenen Land (Hörspielbuch), SCM Hänssler, Holzgerlingen 2009, ISBN 978-3-7751-5044-6.
- Ken Anderson: Hudson Taylor – Pionier im verbotenen Land (DVD, 85 min, FSK 0), SCM Hänssler, Holzgerlingen 2010, „Gold Edition“ 2014.